# 格闘技振興議員連盟
格闘技振興議員連盟（かくとうぎしんこうぎいんれんめい）は、自由民主党や立憲民主党などを中心に結成された日本の超党派の議員連盟。

## 概要
新型コロナウイルスの影響で、多くの格闘技の興行が行われなくなり、超党派の国会議員団が応援団として発足した。初代会長は元プロレスラーでもある馳浩氏が務めた。2022年12月6日の会合で、3月に石川県知事に就任した馳浩氏に代わり、自民党の萩生田光一政調会長を新会長に選出した。。

## メンバー
会長
- 萩生田光一（衆議院議員・元自由民主党政務調査会長・自由民主党）

会員
- 今井絵理子（参議院議員・元内閣府大臣政務官・自由民主党）
- 榛葉賀津也（参議院議員・国民民主党幹事長）
- 野田聖子（衆議院議員・元総務大臣・自由民主党)
- 野田佳彦（衆議院議員・第95代内閣総理大臣・立憲民主党代表）
- 馬淵澄夫（衆議院議員・元国土交通大臣・立憲民主党）

## 元メンバー
- 村井宗明（元副会長・2012年に落選）
- 樽井良和（2013年に落選）
- 太田昭宏（2021年に引退）
- 馳浩（元会長・2021年に引退）
- 須藤元気（2024年に議員辞職）
- 浜田聡（2025年に落選）